# TheHunter
theHunter är ett dator- och TV-spel, utvecklat av svenska Avalanche Studios, ursprungligen i samarbete med brittiska Emote Games Ltd men nu i egen regi genom Expansive Worlds. Spelet vänder sig främst till jägare världen över och är riktat till entusiasterna. Spelaren skapar en karaktär och efter det att man väljer utrustning får spelaren ge sig ut på jakt. Villebrådet väljs genom att man väljer en speciell jaktlicens innan man beger sig ut på jakt. 
Den 17 februari 2010 köpte Avalanche Studios alla rättigheter till "theHunter" från Emote Games Ltd. Strax därefter bildades företaget Expansive Worlds som utgör onlinespelsdelen av Avalanche och främst kommer att fokusera på prenumerationsbaserade spel. Först projekt är att vidareutveckla och driva theHunter.